# Alain Maury (dessinateur)
Pour les articles homonymes, voir Alain Maury.
Alain Maury, né le 9 mars 1958 à Belœil (province de Hainaut), est un auteur de bande dessinée et illustrateur belge.

## Biographie
Alain Maury naît le 9 mars 1958 à Belœil. Il commence ses humanités gréco-latines en internat à Bonne-Espérance, près de Binche. Attiré par la bande dessinée, c'est à l'âge de 15 ans qu'il intègre la section arts plastiques de l'Institut Saint-Luc de Mons. Ensuite, sur les conseils de Marc Wasterlain, il fréquente l'Académie de Mons en section peinture où il croise Antonio Cossu.
Alain Maury travaille pour le Journal de Spirou, en réalisant les séries Stanislas et Pierrot et Colombine, puis pour les éditions Casterman, en créant des jeux Quick et Flupke, avant d'entrer dans l'équipe de Peyo.
Là, il commence par dessiner des Schtroumpfs, notamment pour l'épisode Le Schtroumpf financier. À la suite du succès critique et commercial de cet album, qui marque un retour aux histoires longues, le studio lui confie la série. Entre 1994 et 2000, il produit quatre autres albums, sur des scénarios de Thierry Culliford.
Parallèlement, il relance Johan et Pirlouit, série que Peyo avait abandonnée à regret. Aidé par Yvan Delporte au scénario, il honore la commande de trois albums aux éditions du Lombard, qui sont publiés entre 1994 et 1998. Il livre en 2001 un quatrième et dernier album, sur un scénario de Luc Parthoens, avant de quitter le studio Peyo.
Il rejoint les éditions Casterman, pour qui il développe des créations personnelles, dans des genres et des styles graphiques différents : d'abord la semi-réaliste Beluga, scénarisée par Thierry Robberecht, qui s'inscrit dans un univers policier contemporain et parisien et connaît deux albums (sortis en 2001 et 2003). Le tandem se retrouve en 2004 pour réaliser un one shot teinté de fantastique, Le Contact, au dessin clairement inspiré par la ligne claire.
À partir de 2007, il renoue avec les reprises de séries classiques : il dessine le tome 43 des 4 As, sur un scénario de Sergio Salma, d'après l'œuvre de Georges Chaulet, mais l'expérience ne connaît pas de suite. En 2011, il assure le dessin du tome 22 de Guy Lefranc, série créée par Jacques Martin.
Parallèlement, il illustre des livres pour enfants écrits par son épouse Françoise Pirart.
Il revient à l'univers des Schtroumpfs à l'occasion du lancement de la série dérivée Les Schtroumpfs et le Village des filles en 2017, et il reprend le dessin de la série principale en 2021 avec le trente-neuvième tome.

## Publications

### Revues de bande dessinée
- Stanislas, dans Spirou, 1983-1984[4].

### Albums de bande dessinée
- Les Schtroumpfs (dessin), avec divers auteurs, Le Lombard :

1. Le Schtroumpf financier, avec Peyo (scénario et dessin), Thierry Culliford (scénario) et Luc Parthoens (encrage), novembre 1992,  (ISBN 978-2-8036-1017-4). Seul album de la série à donner lieu à un tirage de tête, sous deux reliures distinctes.
2. Le Schtroumpfeur de bijoux, avec Thierry Culliford (scénario) et Luc Parthoens (encrage et scénario), novembre 1994,  (ISBN 978-2-8036-1098-3).

- 18. Docteur Schtroumpf[8], Le Lombard, Bruxelles, octobre 1996
Scénario : Luc Parthoens, Thierry Culliford - Dessin : Alain Maury - Couleurs : Nine -  (ISBN 2-80361-945-8)
- 19. Le Schtroumpf sauvage, Le Lombard, Bruxelles, novembre 1998
Scénario : Luc Parthoens, Thierry Culliford - Dessin : Alain Maury - Couleurs : Nine -  (ISBN 2-80361-351-4 et 978-2-8036-7031-4)
- 20. La Menace Schtroumpf, Le Lombard, Bruxelles, novembre 2000
Scénario : Luc Parthoens, Thierry Culliford - Dessin : Alain Maury - Couleurs : Nine -  (ISBN 2-80361-516-9)
- 39. Les Schtroumpfs et la tempête blanche[9],[10], Le Lombard, Bruxelles, octobre 2021
Scénario : Alain Jost, Thierry Culliford - Dessin : Alain Maury - Couleurs : Nine Culliford -  (ISBN 978-2-8036-8004-7)

- Johan et Pirlouit (dessin), avec Thierry Culliford (scénario) et Yvan Delporte (coscénario t. 14-16) ou Luc Parthoens (coscénario t. 17), Le Lombard :

1. La Horde du corbeau, 1994,  (ISBN 978-2-8036-1056-3).
2. Les Troubadours de Roc-à-Pic, 1995,  (ISBN 978-2-8036-1162-1).
3. La Nuit des sorciers, 1998,  (ISBN 978-2-8036-1271-0).
4. La Rose des sables, 2001,  (ISBN 978-2-8036-1680-0).

- Beluga
- 1. Rififi à la Bastille[6], Casterman, Bruxelles, septembre 2001
Scénario : Thierry Robberecht - Dessin et couleurs : Alain Maury -  (ISBN 978-2-2033-5658-0)
- 2. Sac de nœuds à Neuilly[11], Casterman, Bruxelles, février 2003
Scénario : Thierry Robberecht - Dessin et couleurs : Alain Maury -  (ISBN 978-2-2033-5683-2)

- Le Contact[12],[13],[14], Casterman, coll. « Ligne rouge », Bruxelles, avril 2004
Scénario : Thierry Robberecht - Dessin et couleurs : Alain Maury -  (ISBN 2-203-39204-5)

- Lefranc t. 22 : Les Enfants du bunker (dessin), avec Michel Jacquemart (scénario), Casterman, 2001  (ISBN 978-2-203-01732-0).

Les Schtroumpfs et le Village des filles
- 1. La Forêt interdite[15], Le Lombard, Bruxelles, 24 mars 2017
Scénario : Alain Jost, Luc Parthoens - Dessin : Alain Maury, Jeroen De Coninck, Miguel Díaz Vizoso, Laurent Cagniat - Couleurs : Paolo Maddaleni -  (ISBN 978-2-8036-7116-8)
- 2. La Trahison de Bouton d'or[16], Le Lombard, Bruxelles, 24 août 2018
Scénario : Luc Parthoens, Thierry Culliford - Dessin : Alain Maury - Couleurs : Paolo Maddaleni -  (ISBN 978-2-8036-7322-3)
- 3. Le Corbeau[17], Le Lombard, Bruxelles, 31 octobre 2019
Scénario : Luc Parthoens, Thierry Culliford - Dessin : Alain Maury - Couleurs : Paolo Maddaleni -  (ISBN 978-2-8036-7314-8)

### Collectifs
- Folklore wallon en bulles[18], Dricot, Bressoux, février 2010
Scénario : collectif - Dessin : collectif dont Alain Maury -  (ISBN 978-2-87095-389-1)

### Livres illustrés
- Le Trois-mâts de Sébastien, Éditions Averbode, coll. « TireLire », 2006 (illustrations de Alain Maury), textes de Françoise Pirart.
- Françoise Pirart (ill. Alain Maury), Le Chapeau de Monsieur Prune, Wasquehal, Éditions Delphi, mars 2008, 25 p. (ISBN 978-2-9517309-77)

## Prix et distinctions
- 2002 :  prix jeunesse décerné lors des 12e rencontres de bandes dessinées de Marly pour Beluga[19].